# Circaea cordata
Circaea cordata är en dunörtsväxtart som beskrevs av John Forbes Royle. Circaea cordata ingår i släktet häxörter, och familjen dunörtsväxter. Inga underarter finns listade i Catalogue of Life.